# Meridosternata
Meridosternata Lovén, 1883 é uma subordem de equinodermes que agrupa ouriços-do-mar de morfologia corporal irregular (infraclasse Irregularia).

## Taxonomia
A subordem agrupa os seguintes taxa:
- Infraordem † Cardiasterina
  - † Echinocorythidae Wright, 1857
  - † Holasteridae Pictet, 1857
  - Género † Salvaster Saucède, Dudicourt & Courville, 2012
- Infraordem Urechinina
  - Calymnidae Mortensen, 1907
  - Carnarechininae Mironov, 1993
  - Corystusidae Foster & Philip, 1978
  - Plexechinidae Mooi & David, 1996
  - Pourtalesiidae A. Agassiz, 1881
  - Urechinidae Duncan, 1889
- Infraordem † Stegasterina
- Infraordem † Cardiasterina